# Robert St Clair-Erskine (4e comte de Rosslyn)
Robert Francis St Clair-Erskine, 4e comte de Rosslyn (2 mars 1833 - 6 septembre 1890),, appelé Lord Loughborough de 1851 à 1866, est un homme politique conservateur écossais. Il est capitaine des Gentlemen-at-Arms sous Lord Salisbury entre 1886 et 1890.

## Biographie
Il est le fils de James St Clair-Erskine (3e comte de Rosslyn), et de Frances Wemyss.
Il succède à son père dans le comté en 1866. Il sert sous Lord Salisbury comme capitaine de l'honorable corps des messieurs d'armes de 1886 jusqu'à peu avant sa mort en septembre 1890.
Il est un poète mineur et publie "Sonnets" en 1883, "A Jubilee Lyric" en 1887 (dédié à la reine Victoria) et "Sonnets and Poems" en 1889.
Robert rejoint la loge Oswald de Dunnikier avec James Townsend Oswald le 8 avril 1867. En plus d'être le Grand Maître Maçon de la Grande Loge d’Écosse entre 1870 et 1873, il devient maître adjoint de la Loge Canongate Kilwinning, n ° 2, le 1er août 1853. Lord Rosslyn est le Grand Maître du Grand Prieuré maçonnique moderne d'Ecosse de 1884 jusqu'à sa mort en 1890.

## Vie privée
Lord Rosslyn épouse Blanche Adeliza, arrière-petite-fille d'Augustus FitzRoy (3e duc de Grafton) et veuve du colonel Charles Henry Maynard, le 8 novembre 1866. Ils ont cinq enfants:

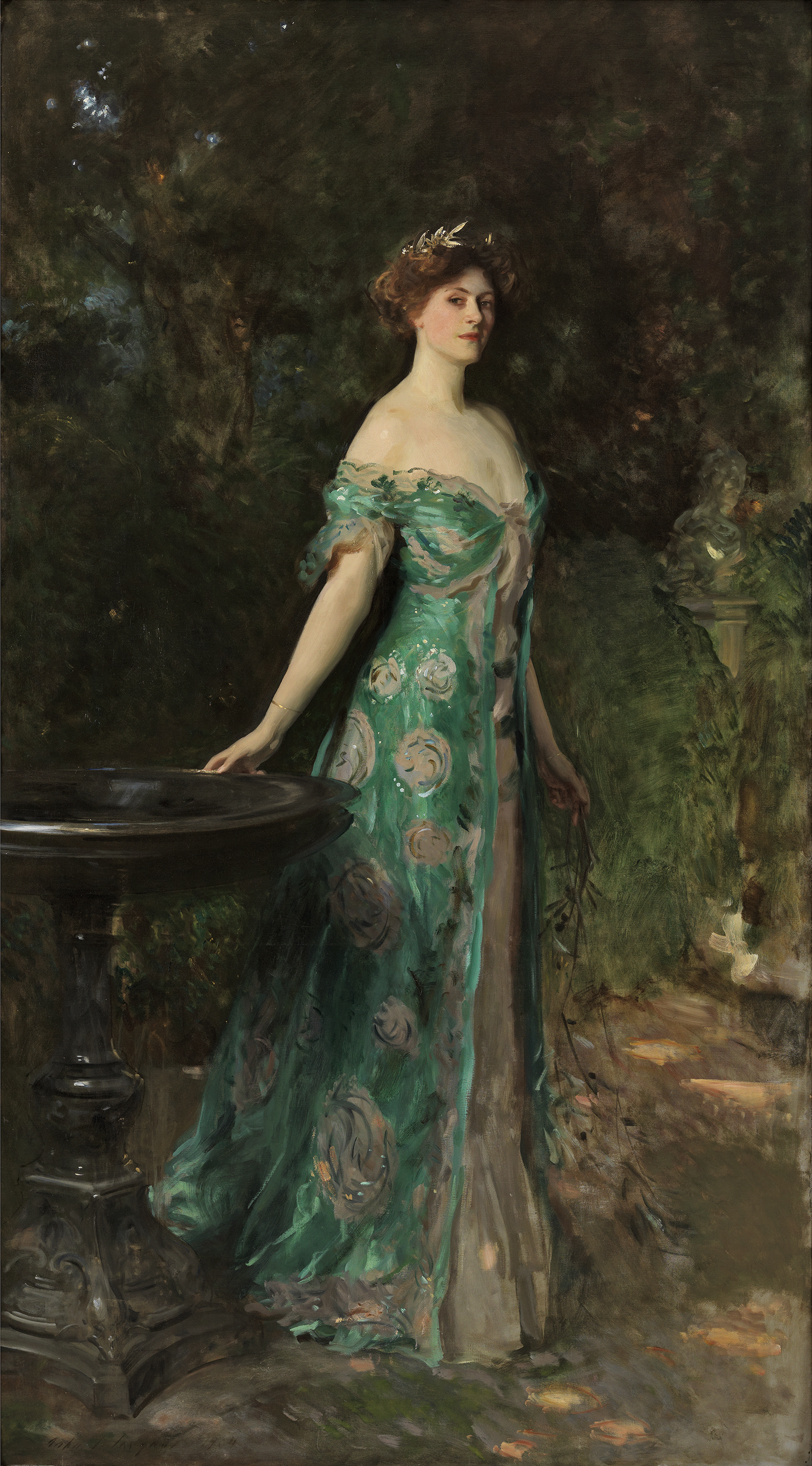
Millicent, Duchesse de Sutherland
John Singer Sargent, 1903
Madrid, Musée Thyssen-Bornemisza

- Millicent Fanny St Clair-Erskine (1867–1955), épouse Cromartie Sutherland-Leveson-Gower (4e duc de Sutherland)[3]
- James St Clair-Erskine (5e comte de Rosslyn) (1869–1939), qui se marie trois fois.
- Alexander FitzRoy St Clair-Erskine (1870–1914), qui épouse Winifrede Baker, une fille de Henry William Baker de Californie, en 1905[8],[9]
- Sybil Mary St Clair-Erskine (1871–1910), épouse Anthony Fane (13e comte de Westmorland)
- Angela Selina Bianca St Clair-Erskine (en) (1876–1950), épouse le lieutenant-colonel James Stewart Forbes, d'Asloun, Aberdeenshire

Lord Rosslyn est mort à Dysart, Fife le 6 septembre 1890, à l'âge de 57 ans. Il est enterré le 11 septembre, juste à l'ouest de la Chapelle de Rosslyn, qui a traditionnellement des liens maçonniques très forts. Le monument est sculpté dans deux types de grès différents. Sa femme Blanche est ensuite enterrée avec lui.
La comtesse de Rosslyn survit à son mari pendant plus de 40 ans et est décédée à York Terrace, Regent's Park, Londres, en décembre 1933,. Elle est décrite dans sa nécrologie dans le New York Times comme "l'une des dernières survivantes des grandes hôtesses victoriennes". Elle connaissait personnellement plusieurs des personnes les plus célèbres de l'époque victorienne, dont Benjamin Disraeli et William Gladstone.